# Selnik (Maruševec)
Selnik is een plaats in de gemeente Maruševec in de Kroatische provincie Varaždin. De plaats telt 421 inwoners (2001).